# Antichtopauropus brevitarsus
Antichtopauropus brevitarsus – gatunek skąponogów z rzędu Tetramerocerata i rodziny Antichtopauropodidae.
Gatunek ten opisany został w 2010 roku przez Ulfa Schellera na podstawie 2 samców. Oba odłowiono w Mundaring Shire.
Skąponóg o ciele długości do 0,81 mm. Głowa z przednio-środkową, maczugowatą szczecinką między nasadami czułków, co najmniej 11 grzybkowatymi guzkami na każdej tergalnej i laterotergalnej części oraz prawie okrągłymi narządami skroniowymi, położonymi po bokach części sternalnej i wskutek tego od góry niewidocznymi. Czułki o wrzecionowatej grzbietowej gałęzi i z 4 walcowatymi, obrączkowanymi szczecinkami na czwartym członie. Collum z krótkimi, widlastymi szczecinkami i trójkątnym, z przodu stępionym wyrostkiem sternalnym. Powierzchnia tergitów pokryta guzkami (ang. fungiform organs), a pomiędzy nimi gładka, bez kropek. Bothriotricha trzeciego tergitu z dwoma gruszkowatymi nabrzmiałościami. Papille genitalne stożkowate.
Wij znany wyłącznie z Australii Zachodniej.